# Basketball Bundesliga 2012-13
La Basketball Bundesliga 2012-13 fue la edición número 47 de la Basketball Bundesliga, la primera división del baloncesto profesional de Alemania. El campeón fue el Brose Baskets, que lograba su sexto título, mientras que descendieron a la ProA el EnBW Ludwigsburg y el Gießen 46ers.

## Equipos
| Equipo                           | Ciudad       | Arena                  | Capacidad |
| -------------------------------- | ------------ | ---------------------- | --------- |
| Brose Baskets                    | Bamberg      | Stechert Arena         | 6,800     |
| Medi Bayreuth                    | Bayreuth     | Oberfrankenhalle       | 4,000     |
| Alba Berlin                      | Berlin       | O2 World Berlin        | 14,500    |
| Telekom Baskets Bonn             | Bonn         | Telekom Dome           | 6,000     |
| New Yorker Phantoms Braunschweig | Braunschweig | Volkswagen Halle       | 6,600     |
| Eisbären Bremerhaven             | Bremerhaven  | Bremerhaven Stadthalle | 4,050     |
| Fraport Skyliners                | Frankfurt    | Fraport Arena          | 5,002     |
| LTi Gießen 46ers                 | Gießen       | Sporthalle Gießen-Ost  | 4,003     |
| Phoenix Hagen                    | Hagen        | Enervie Arena          | 3,402     |
| MHP Riesen Ludwigsburg           | Ludwigsburg  | MHPArena               | 5,300     |
| Bayern Munich                    | Munich       | Audi Dome              | 6,700     |
| EWE Baskets Oldenburg            | Oldenburg    | Große EWE Arena        | 6,069     |
| Artland Dragons                  | Quakenbrück  | Artland-Arena          | 3,000     |
| TBB Trier                        | Trier        | Arena Trier            | 5,900     |
| Walter Tigers Tübingen           | Tübingen     | Paul Horn-Arena        | 3,132     |
| ratiopharm ulm                   | Ulm          | Ratiopharm Arena       | 6,000     |
| Mitteldeutscher BC               | Weißenfels   | Stadthalle Weißenfels  | 3,000     |
| s.Oliver Baskets                 | Würzburg     | s.Oliver Arena         | 3,140     |

## Temporada regular

### Playoffs
|  | Cuartos de final | Cuartos de final      | Cuartos de final |                       |   | Semifinales    | Semifinales | Semifinales |  |   | Final         | Final | Final |  |
|  |                  |                       |                  |                       |   |                |             |             |  |   |               |       |       |  |
|  |                  |                       |                  |                       |   |                |             |             |  |   |               |       |       |  |
|  | 1                | Brose Baskets         | 3                |                       |   |                |             |             |  |   |               |       |       |  |
|  | 1                | Brose Baskets         | 3                |                       |   |                |             |             |  |   |               |       |       |  |
|  | 8                | Phoenix Hagen         | 1                |                       |   |                |             |             |  |   |               |       |       |  |
|  | 8                | Phoenix Hagen         | 1                |                       | 1 | Brose Baskets  | 3           |             |  |   |               |       |       |  |
|  |                  |                       |                  |                       | 1 | Brose Baskets  | 3           |             |  |   |               |       |       |  |
|  |                  |                       | 4                | Bayern Munich         | 2 |                |             |             |  |   |               |       |       |  |
|  | 4                | Bayern Munich         | 4                | Bayern Munich         | 2 | 3              |             |             |  |   |               |       |       |  |
|  | 4                | Bayern Munich         |                  |                       |   |                |             |             |  |   |               |       |       |  |
|  | 5                | ALBA Berlin           | 0                |                       |   |                |             |             |  |   |               |       |       |  |
|  | 5                | ALBA Berlin           | 0                |                       |   |                |             |             |  | 1 | Brose Baskets | 3     |       |  |
|  |                  |                       |                  |                       |   |                |             |             |  | 1 | Brose Baskets | 3     |       |  |
|  |                  |                       | 2                | EWE Baskets Oldenburg | 0 |                |             |             |  |   |               |       |       |  |
|  | 3                | ratiopharm Ulm        | 2                | EWE Baskets Oldenburg | 0 | 3              |             |             |  |   |               |       |       |  |
|  | 3                | ratiopharm Ulm        |                  |                       |   |                |             |             |  |   |               |       |       |  |
|  | 6                | Artland Dragons       | 0                |                       |   |                |             |             |  |   |               |       |       |  |
|  | 6                | Artland Dragons       | 0                |                       | 3 | ratiopharm Ulm | 2           |             |  |   |               |       |       |  |
|  |                  |                       |                  |                       | 3 | ratiopharm Ulm | 2           |             |  |   |               |       |       |  |
|  |                  |                       | 2                | EWE Baskets Oldenburg | 3 |                |             |             |  |   |               |       |       |  |
|  | 2                | EWE Baskets Oldenburg | 2                | EWE Baskets Oldenburg | 3 | 3              |             |             |  |   |               |       |       |  |
|  | 2                | EWE Baskets Oldenburg |                  |                       |   |                |             |             |  |   |               |       |       |  |
|  | 7                | Telekom Baskets Bonn  | 2                |                       |   |                |             |             |  |   |               |       |       |  |
|  | 7                | Telekom Baskets Bonn  | 2                |                       |   |                |             |             |  |   |               |       |       |  |
|  |                  |                       |                  |                       |   |                |             |             |  |   |               |       |       |  |

## Galardones
MVP de la temporada
- John Bryant, ratiopharm Ulm

MVP de las Finales
- Anton Gavel, Brose Baskets

Mejor jugador ofensivo
- John Bryant, ratiopharm Ulm

Mejor jugador defensivo
- Anton Gavel, Brose Baskets

Entrenador del Año
- Sebastian Machowski, EWE Baskets Oldenburg

Jugador más mejorado
- Dennis Schröder, Phantoms Braunschweig

Mejores quintetos de la BBL
| - Mejor quinteto: - G Jared Jordan, Telekom Baskets Bonn - G Anton Gavel, Brose Bamberg - F Rickey Paulding, EWE Baskets Oldenburg - F Deon Thompson, Alba Berlin - C John Bryant, ratiopharm Ulm | - 2º mejor quinteto: - G Tyrese Rice, Bayern Munich - G Davin White, Phoenix Hagen - F Reggie Redding, Walter Tigers Tübingen - F Chevon Troutman, Bayern Munich - C Adam Chubb, EWE Baskets Oldenburg |